# كزج
كزج هي قرية في مقاطعة خلخال، إيران. عدد سكان هذه القرية هو 1,047 في سنة 2006.